# Harmonija (likovna umjetnost)
Harmonija ili sklad u likovnoj umjetnosti odnosi se na ravnotežu unutar likovnih elemenata i principa koji čine umjetničko djelo. 
To uključuje ravnotežu boja, linija, oblika, prostora, tekstura i tonova kako bi se postigla estetska i vizualna ravnoteža.
Harmonija može biti simetrična ili asimetrična, ali uvijek teži stvaranju jedinstva i ugodnosti za promatrača. U umjetnosti, harmonija često proizlazi iz vještog korištenja kompozicijskih tehnika i kreativnog izražavanja umjetnika.